# Velká Británie na Letních olympijských hrách 1932
Velkou Británii na Letních olympijských hrách v roce 1932 v kalifornském Los Angeles reprezentovalo 108 sportovců (90 mužů a 18 žen) v 10 sportovních odvětvích.

## Medailová umístění
| Medaile | Jméno                                                         | Sport      | Disciplína                          |
| ------- | ------------------------------------------------------------- | ---------- | ----------------------------------- |
| Zlato   | Thomas Hampson                                                | Atletika   | Muži běh na 800 m                   |
| Zlato   | Thomas Green                                                  | Atletika   | Muži chůze 50 km                    |
| Zlato   | Lewis Clive Hugh Edwards                                      | Veslování  | Muži dvojka bez kormidelníka        |
| Zlato   | John Badcock Jack Beresford Hugh Edwards Rowland George       | Veslování  | Muži čtyřka bez kormidelníka        |
| Stříbro | Jerry Cornes                                                  | Atletika   | Muži běh na 1500 m                  |
| Stříbro | Tom Evenson                                                   | Atletika   | Muži 3000 m steeplechase            |
| Stříbro | David Burghley Tommy Hampson Godfrey Rampling Crew Stoneley   | Atletika   | Muži štafeta 4 × 400 m              |
| Stříbro | Sam Ferris                                                    | Atletika   | Muži maratonský běh                 |
| Stříbro | Ernest Chambers Stanley Chambers                              | Cyklistika | Muži tandem                         |
| Stříbro | Judy Guinness                                                 | Šerm       | Ženy fleret                         |
| Stříbro | George Colin Ratsey Peter Jaffe                               | Jachting   | Třída Star                          |
| Bronz   | Donald Finlay                                                 | Atletika   | Muži 110 m překážek                 |
| Bronz   | Nellie Halstead Eileen Hiscock Gwendoline Porter Violet Webb  | Atletika   | Ženy štafeta 4 × 100 m              |
| Bronz   | William Harvell Charles Holland Ernest Johnson Frank Southall | Cyklistika | Družstvo mužů stíhací závod         |
| Bronz   | Valerie Davies                                                | Plavání    | Ženy 100 m znak                     |
| Bronz   | Joyce Cooper Valerie Davies Edna Hughes Helen Varcoe          | Plavání    | Ženy štafeta 4 × 100 m volný způsob |